# شهرستان ات
شهرستان ات (به فرانسوی: Ath) در استان انو  در منطقه فدرال والوون در کشور بلژیک واقع شده‌است.

## شهرها
1. ات
2. بولوئیل
3. برنیسر
4. بروژولت
5. شیور
6. الزل
7. فلوبوک
8. فرازن-له-آنون